# Walter Fischer (Fußballspieler)
Walter Fischer (* 21. Februar 1889 in Duisburg; † 3. April 1959) war ein deutscher Fußballspieler, der als Aktiver des Duisburger SpV in den Jahren 1911 bis 1914 im Angriff der deutschen Fußballnationalmannschaft fünf Länderspiele absolviert hat.

## Karriere

### Verein
Seine gesamte fußballerische Aktivität verbrachte der zumeist auf der Position des Linksaußen spielende Stürmer bei den „Rotblusen“ des Duisburger Spielvereins. Er gehörte bereits in der Saison 1907/08 der westdeutschen Meistermannschaft des DSV an und bestritt für die Elf des 1. Vorsitzenden Gottfried Hinze (von 1905 bis 1925) am 3. und 24. Mai 1908 seine ersten beiden Endrundenspiele um die deutsche Fußballmeisterschaft. Das Spiel gegen Eintracht Braunschweig konnten die Duisburger mit 1:0 für sich entscheiden, das Halbfinalspiel gegen die Stuttgarter Kickers wurde aber mit 1:5 Toren verloren. Im Tor stand der Vereinsvorsitzende Gottfried Hinze, linker Außenläufer spielte Lothar Budzinski-Kreth, auf der Mittelstürmerposition war sein jüngerer Bruder Heinrich Fischer im Einsatz, die linke Verbinderrolle übte Christian Schilling aus und Walter Fischer agierte wie gewohnt auf Linksaußen. Es folgten in der Glanzzeit des Spielvereins die weiteren Erfolge in den westdeutschen Meisterschaften in den Jahren 1910, 1911, 1913, 1914 und nach dem Ersten Weltkrieg auch noch in der Saison 1920/21. Durch internationale Spielkontakte, insbesondere gegen die britischen Mannschaften wie Oxford City (1908), FC Ilford London (1909), FC Clapton (1911) und Bolton Wanderers (1913), verbesserte der DSV in dieser Ära seine Spielerfahrung und damit auch seine Leistungsstärke. Nach seinem vierten Meisterschaftserfolg mit dem DSV in Westdeutschland, 1912/13, setzte sich Walter Fischer mit seinen Mannschaftskameraden in der Endrunde um die deutsche Meisterschaft gegen die Stuttgarter Kickers mit einem 2:1-Erfolg durch und mit dem gleichen Ergebnis am 27. April 1913 in Essen gegen Titelverteidiger Holstein Kiel in das Endspiel. Am 11. Mai setzte sich aber in München der VfB Leipzig mit einem 3:1-Sieg durch und Duisburg musste sich mit der Vizemeisterschaft begnügen. Durch den Erfolg im Finale des Kronprinzenpokals am 8. Juni in Berlin wurde die Runde doch noch mit einem Titelgewinn abgeschlossen.
In der Serie 1913/14, es war die letzte Endrunde um die deutsche Meisterschaft vor dem Ersten Weltkrieg, traf der DSV im Halbfinale nach dem 4:1-Erfolg nach Verlängerung im Viertelfinale am 3. Mai in Essen gegen das Team von Adolf Jäger, Altonaer FC 93, erneut auf den amtierenden Deutschen Meister VfB Leipzig. Am 17. Mai setzte sich das Team um Eduard Pendorf, Paul Pömpner und Willy Völker knapp mit 1:0 Toren durch und zog in das Endspiel am 31. Mai in Magdeburg gegen die SpVgg Fürth ein. Die letzte Endrundenteilnahme um die deutsche Meisterschaft bestritt Walter Fischer 1920/21. Jetzt agierte der Routinier auf der linken Außenläuferposition. Gegen den Hamburger SV setzte man sich mit einem 2:1 nach Verlängerung durch, im Halbfinale scheiterte man aber mit dem gleichen Ergebnis an dem Berliner FC Vorwärts 1890. Insgesamt stehen für den Duisburger von 1908 bis 1921 in der Endrunde elf Spiele mit drei Toren in der Statistik.

### Auswahlmannschaft
Der linke Flügelstürmer des Duisburger Spielvereins debütierte am 1. November 1908 im Pokalwettbewerb des Kronprinzenpokals der Regionalverbände in der Auswahl von Westdeutschland beim Spiel in Braunschweig gegen Mitteldeutschland. In der Saison 1912/13 gehörte er zusammen mit seinen Vereinskameraden Heinz Ludewig, Sebastian Quatram, Heinrich Fischer und Hermann Steinhauer dem Team von Westdeutschland an, dass am 8. Juni 1913 in Berlin das Finale mit 5:3 Toren gegen Brandenburg für sich entscheiden konnte. Sein Bruder Heinrich erzielte dabei drei Tore. In die deutsche Auswahl wurde er fünf Mal berufen. Hier debütierte er beim 6:2-Sieg über die Schweiz am 26. März 1911 und kam wenige Monate vor Ausbruch des Ersten Weltkrieges, am 5. April 1914 beim 4:4 gegen die Niederlande letztmals zum Einsatz. Für das olympische Fußballturnier 1912 wurde er allerdings nicht berücksichtigt. Den letzten überregionalen bedeutsamen Erfolg in seiner Karriere erlebte der langjährige Flügelstürmer des DSV am 20. Juni 1920 im Finale des Bundespokals in Hannover. Westdeutschland gewann den Pokal mit einem 1:0-Erfolg gegen Mitteldeutschland (Camillo Ugi, Paul Pömpner, Eduard Pendorf, Fritz Förderer, Kurt Meißner) und Walter Fischer stürmte dabei auf Linksaußen an der Seite von Karl Flink, Josef Schümmelfelder, Erich Pohl, Hermann Steinhauer und Walter Risse. In den Wettbewerbsspielen um den Kronprinzen- und den Bundespokal wird Walter Fischer von 1908 bis 1920 mit elf Einsätzen geführt.
Am 31. Mai 1937 beantragte Fischer die Aufnahme in die NSDAP und wurde rückwirkend zum 1. Mai desselben Jahres aufgenommen (Mitgliedsnummer 5.214.676).